# Miquel Porta Perales
Miquel Porta Perales (Badalona, Barcelonès, 1948) és un escriptor espanyol, llicenciat en Filosofia i Lletres, també Enginyer Tècnic Químic. Ha col·laborat a mitjans de comunicació com El País, La Vanguardia, Diari de Barcelona, Avui, ABC, El Punt i El Punt Avui. Col·laborador de la conservadora Fundación para el Análisis y los Estudios Sociales (FAES), presidida per José María Aznar. Actualment, és articulista de l'ABC, articulista d'Economia Digital, articulista d'El Debate, i col·laborador de les revistes Cuadernos de Pensamiento Político, Hänsel* i Gretel* i World & New World Journal. Com a comentarista ha col·laborat a Ràdio Ciutat de Badalona, Ràdio 4, Televisió de Catalunya, Televisió Espanyola, ComRadio, Catalunya Ràdio, Cope, Cadena Ser, RAC1, BTV i Telemadrid. Ha publicat articles a revistes com El Viejo Topo, Arrel, El Món, El Temps, Letra Internacional, Lateral, Actualida Económica, Cuadernos de Pensamiento Político, Barcelona Metrópolis, Revista de Libros i Revista de Occidente. Com a escriptor, ha publicat diversos llibres entre els quals destaquen Malalts de passat, Si un persa viatgés a Catalunya, La tentación liberal, La orquesta rosa, Totalismo, Paganos i Sumisión en la granja.
La seva obra tracta, entre altres temes, la ideologia nacionalista i el pensament d'esquerres.

## Llibres publicats
- El positivismo lógico. El Círculo de Viena (Montesinos, 1983)
- Nació i autodeterminació. El debat nostre de cada dia (La Magrana, 1987)
- Camaleons i numantins. La perestroika dels intel·lectuals catalans (Barcanova, 1992)
- Sade (La Magrana, 1992)
- Les ideologies polítiques (La Magrana, 1994)
- Des de la trona. Fonamentalistes, predicadors i nostàlgics a la cultura catalana actual (Laertes, 1994)
- Del franquisme als Jocs Olímpics. 1975-1992 (Barcanova, 1995)
- El gran naufragi. La crisi de la cultura progressista (Thassàlia, 1996)
- Adéu al nacionalisme. El catalanisme en l'era postnacional (Thassàlia, 1997)
- Dues millor que una. Les raons del bilingüisme (Thassàlia, 1997)
- Lliures i europeus. Del consens a la moneda única. 1975-1999. Història de Catalunya. Volum 11. (La Vanguardia, 1998). Edició en CD.
- Malats de passat. Una revisió crítica de la identitat catalana (Laertes, 2000)
- Claves del siglo XXI. (La Vanguardia, 2000). Direcció editorial de Josep Carles Rius.
- Els reptes de la interculturalitat a la Mediterrània (Proa, 2001). Edició Joseph Maila i Maria-Àngels Roque
- Elogi del present. Una apologia raonada de l'ordre establert (Laertes, 2002)
- El futuro de España en el XXV aniversario de la Constitución (Faes, 2003). Presentació de Marcelino Oreja. Amb articles de José María Aznar i d'altres
- Si un persa viatgés a Catalunya. Un pamflet sobre el nacionalprogressisme català (L'esfera dels llibres, 2005)
- El fraude del buenismo (Faes, 2005). Coordinador Valentí Puig
- L'endemà de la independència (L'esfera dels llibres, 2006). Amb articles de Francesc-Marc Álvaro, Oriol Bohigas, Xavier Bru de Sala, Francesc de Carreras, Josep Cuní, Hèctor López Bofill, Miquel Porta Perales, Valentí Puig, Xavier Rubert de Ventós i Albert Sáez
- Diccionario persa de Cataluña. Una guía para entrar y salir de Cataluña (L'esfera dels llibres, 2006). Edició catalana i castellana.
- La tentación liberal. Una defensa del orden establecido (Península, 2009)
- Adéu Espanya, adéu Catalunya (Pòrtic, 2010), amb Vicent Sanchis
- La orquesta rosa. Letra y música del pensamiento de izquierdas (Editorial Gota a Gota, 2014)
- Cataluña. El mito de la secesión (Almuzara, 2014). Edició de Juan Arza i Joaquim Coll
- Cataluña en claro. Economía, Derecho, Historia, Cultura (Faes, 2014). Edició castellana i catalana. Articles de José Mª. de Areilza Carvajal i d'altres
- En pro de la regeneración política de España (Aranzadi, 2015). Direcció de Enrique Arnaldo Alcubilla i Pedro González-Trevijano
- Totalismo (EDLibros, 2016)
- Compendium II (Hänsel* i Gretel*, 2017). Edició i presentació de Llucià Homs i Fèlix Riera
- Paganos. Crédulos, fanáticos,farsantes y vanidosos (ED Libros 2017)
- Compendium III (Hänsel* i Gretel*, 2018). Edició i presentació de Llucià Homs i Fèlix Riera
- Sumisión en la granja. La obediencia os hará libres (ED Libros 2019)
- Compendium IV (Hänsel* i Gretel*, 2019). Edició i presentació de Llucià Homs i Fèlix Riera.
- Compendium V (Hänsel* i Gretel*, 2020). Edició i presentació de Llucià Homs i Fèlix Riera.
- Tiempo de reflexión: 2020, el año de la pandemia (Faes, 2020). Coordinació de José Manuel de Torres. Diversos autors.
- Compendium VI (Hänsel* i Gretel*, 2022). Edició i presentació de Llucià Homs i Fèlix Riera.
- Por qué dejé de ser nacionalista.(Libros libres, 2022). Prólogo de Alejo Vidal-Quadras. Artículos de Salvador Sostres,Albert Soler, Anna Grau, Eva M Trias Terron, Júlia Calvet,Eva Parera, Miquel Porta Perales, Xavier Horcajo i Jesús Royo.
- Compendium VII. Edició i presentació de Fèlix Riera i Llucià Homs. Hänsel* i Gretel*, Barcelona, 2023
- Europa y la diversidad lingüistica (PPE, 2023). Pròleg de Javier Zarzalejos. Coordinació de José Manuel de Torres. Articles de Valintí Puig, Teresa Freixes, Antonio López Castillo, Antonio Roig, Miquel Porta Perales, Rafael Arenas i Ricardo Arana.